# 16 tháng 8
Ngày 16 tháng 8 là ngày thứ 228 (229 trong năm nhuận) trong lịch Gregory. Còn 137 ngày trong năm.

## Sự kiện
- 873 – Hoàng thái tử Lý Huân trở thành hoàng đế triều Đường, tức Đường Hy Tông, đế quốc hầu như tan rã trong thời gian ông trị vì.
- 1762 – Trong Chiến tranh Bảy năm, quân Phổ giành chiến thắng trước quân Áo trong trận Reichenbach.
- 1930 – Đại hội thể thao Đế quốc Anh lần đầu tiên được khai mạc tại Hamilton, Ontario, Canada.
- 1945 – Quốc dân đại hội đầu tiên do Đảng Cộng sản Việt Nam tổ chức họp tại Chiến khu Tân Trào thông qua 10 chính sách lớn của Việt Minh, chủ trương tổng khởi nghĩa, quy định Quốc kỳ, Quốc ca Việt Nam.
- 1945 – Hoàng đế Mãn Châu Quốc Phổ Nghi bị Quân đội Liên Xô bắt trong lúc ông chuẩn bị chạy trốn sang Nhật Bản.
- 1964 – Nguyễn Khánh ban hành "Hiến chương Vũng Tàu", theo đó ông là Chủ tịch Hội đồng Quân nhân Cách mạng, kiêm Quốc trưởng, kiêm Thủ tướng của Việt Nam Cộng hòa.

## Sinh
- 1563 – Chúa Sãi Nguyễn Phúc Nguyên của Đàng Trong, sau được nhà Nguyễn truy tôn miếu hiệu là Hy Tông Hiếu Văn hoàng đế.
- 1922 – Michał Goleniewski, trung tá tình báo Cộng hòa Nhân dân Ba Lan, đào tẩu sang Hoa Kỳ (m. 1993)[1]
- 1935 – Nhà văn Duyên Anh, tác giả nhiều truyện thiếu nhi, cùng những bài báo trên các báo chí thịnh hành của Việt Nam Cộng hòa (m. 1997)
- 1958 – Madonna, nữ ca sĩ Mỹ được mệnh danh là "Nữ hoàng nhạc pop"
- 1982 – Cam Gigandet, diễn viên người Mỹ
- 1989 – Moussa Sissoko, cầu thủ bóng đá người Pháp

## Mất
- 1863 – Nguyễn Phúc Bính, tước phong Định Viễn Quận vương, hoàng tử con vua Gia Long (s. 1797).
- 1948 – Babe Ruth (s. 1895)
- 1949 – Margaret Mitchell, nhà văn Mỹ, tác giả Cuốn theo chiều gió (s. 1900)
- 1977 – Elvis Presley, ca sĩ nhạc rock'n'roll người Mỹ (s. 1935)
- 2018 – Aretha Franklin, ca sĩ Mỹ (s. 1942)

## Những ngày lễ và kỷ niệm
- Lễ kính trong Kitô giáo
  - István I của Hungary: thánh hiệu Thánh Stêphanô người Hungary